# Oxymyrrhine
Oxymyrrhine là một chi thực vật có hoa thuộc họ Myrtaceae. Phạm vi bản địa của các loài thuộc chi này đều ở khu vực Tây Nam Úc.

## Các loài
- Oxymyrrhine cordata Rye & Trudgen
- Oxymyrrhine coronata Rye & Trudgen
- Oxymyrrhine gracilis Schauer
- Oxymyrrhine plicata Rye & Trudgen